# Benjamin Georg Peßler

Benjamin Georg Peßlers mechanisches Butterfass, 1796

Benjamin Georg Peßler (* 14. Juni 1747 in Wedtlenstedt bei Braunschweig; † 7. Oktober 1814 ebenda) war ein deutscher lutherischer Pfarrer und Erfinder.

## Leben
Peßler studierte zunächst Theologie in Helmstedt und ab 1769 in Göttingen. Von 1777 bis zu seinem Tod im Jahr 1814 war er Pfarrer in Wedtlenstedt und Vechelde. In diesem Amt folgte er seinem Vater Karl Wilhelm Peßler (* um 1707; † 5. Juli 1776), der die Gemeinde von 1747 bis 1776 betreute. B.G. Peßler war zweimal verheiratet und hatte zwölf Kinder aus der am 15. April 1784 geschlossenen ersten Ehe mit Friederike Konradine Sophie, geb. Warnecke (* um 1765; † 6. März 1807).
Neben seinen Aufgaben als Gemeindepfarrer widmete sich Peßler der Entwicklung und dem Bau mechanischer Geräte, wie einer Dreschmaschine, einem Butterfass und einer „Mechanik, um Scheintote beim Erwachen im Grabe zu erretten“, was einer damals grassierenden Angst entsprang.
An Peßlers Dreschmaschine leistete, nach Untersuchungen des Rostocker Agrarwissenschaftlers Franz Christian Lorenz Karsten (1751–1829) aus dem Jahr 1806, „ein Mensch so viel, was beym gewöhnlichen Dreschen drey thun“. Die Kosten für den Bau der Maschine bezifferte Karsten auf 373 Reichstaler.

## Schriften
- Kurze Beschreibung und Abbildung eines neu erfundenen sehr einfachen Butterfasses. Braunschweig 1796 (Digitalisat, Bayerische Staatsbibliothek).
- Beschreibung und Abbildung einer neuen Dreschmaschine. Braunschweig 1797 (Digitalisat, Bayerische Staatsbibliothek).
- Leicht anwendbarer Beistand der Mechanik, um Scheintodte beim Erwachen im Grabe auf die wohlfeilste Art wieder heraus zu erretten. Braunschweig 1798.